# 오존
오존(ozone, 분자식: O3)은 산소 원자 3개로 이루어져 있으며, 상온 대기압에서 푸른빛의 기체이다. 영하 112도 이하에서는 검푸른 액체이며, 영하 193도 이하로 내려가면 고체가 된다. 오존은 불안정하여 이원자의 산소로 분해되려는 경향이 있는데, 이러한 경향은 온도가 올라갈수록, 압력이 낮아질수록 강하다.
오존이 갖고 있는 강력한 산화력은 하수의 살균, 악취제거 등에 유용하게 이용되기도 하고, 지구 대기중에 오존층을 형성하여 보호막의 역할도 하는 등 좋은 역할을 하지만, 지표면에 생성되는 오존은 인간의 건강에 해로운 대기오염 물질이 된다.

## 역사
1785년, 네덜란드의 화학자 마르티누스 반 마룸(Martinus van Marum)은 물 위에 전기 스파이크를 수반한 실험을 수행하던 도중 이상한 냄새를 맡았는데, 그는 이것을 전기 반응 때문인 것으로 보았고, 그가 오존을 만들어냈다는 것을 깨닫지는 못했다. 반 세기가 지나 크리스티안 쇤바인은 같은 신랄한 냄새를 맡았다. 1839년 그는 기체 물질을 분리해냈고 이를 "오존"(ozone)이라 명명했는데 이는 "냄새가 나는"을 뜻하는 그리스어 낱말 ozein (ὄζειν)에서 비롯된 것이다. 이러한 이유로 쇤바인이 일반적으로 오존을 발견한 것으로 인정된다. 오존의 공식 O3은 1865년 자크 루이스 소레(Jacques-Louis Soret)가 처음 결정하였고 1867년 쇤바인이 확증하였다.

## 생성
오존 발생기(ozone generator 또는 ozonator)는 비어 있는 방에서 공기를 정화하거나 연기 냄새를 제거하기 위해 오존을 생성하는 데 사용된다. 이 오존 발생기는 시간당 3g 이상의 오존을 생성할 수 있다. 오존은 종종 O2가 반응하지 않는 조건에서 자연적으로 형성된다. 산업계에서 사용되는 오존은 μmol/mol(ppm, 백만분의 일), nmol/mol(ppb, 십억분의 일), μg/m3, mg/h(시간당 밀리그램) 또는 중량 백분율로 측정된다. 적용된 농도 범위는 1%에서 5%(공기 중)이고 이전 세대 방법의 경우 6%에서 14%(산소 중)이다. 새로운 전기분해 방법은 배출수에서 용존 오존 농도를 20~30%까지 달성할 수 있다.
온도와 습도는 전통적인 생성 방법(예: 코로나 방전 및 자외선)을 사용하여 생성되는 오존의 양에 큰 역할을 한다. 구식 방법은 매우 건조한 공기와 달리 습한 주변 공기에서 작동하는 경우 공칭 용량의 50% 미만을 생성한다. 전기 분해 방법을 사용하는 새로운 발전기는 물 분자를 오존 생성원으로 사용하여 더 높은 순도와 용해도를 달성할 수 있다.

## 상수도에서의 오존
오존은 살균력이 뛰어난 화학물질로 수돗물을 만드는 데 쓰인다. 차아염소산(HOCl), 차아염소산이온(OCl-), 클로라민보다 살균력이 우수하다.

## 같이 보기
- 오존층
- 사산소